# Dasiops belonidius
Dasiops belonidius är en tvåvingeart som beskrevs av Mcalpine 1964. Dasiops belonidius ingår i släktet Dasiops och familjen stjärtflugor.
Artens utbredningsområde är British Columbia. Inga underarter finns listade i Catalogue of Life.